# Akermes colombiensis
Akermes colombiensis är en insektsart som beskrevs av Takumasa Kondo och Williams 2004. Akermes colombiensis ingår i släktet Akermes och familjen skålsköldlöss.
Artens utbredningsområde är Colombia. Inga underarter finns listade i Catalogue of Life.